# Maximiliano Stanic
Maximiliano Ariel Stanic (Buenos Aires, 2 dicembre 1978) è un cestista argentino.

## Carriera
Con l'Argentina ha disputato i Campionati sudamericani del 2008.

## Palmarès
- Match des Champions: 1

Pau-Orthez: 2007